# Horní Bojanovice
Horní Bojanovice település Csehországban, Břeclavi járásban. Horní Bojanovice Boleradice, Kurdějov, Velké Pavlovice, Starovičky és Němčičky településekkel határos. Lakosainak száma 659 fő (2024. január 1.).

## Népesség
A település lakosságának változását az alábbi diagram mutatja:
| Lakosok száma | 816  | 887  | 951  | 748  | 718  | 612  | 672  | 666  | 664  | 659  |
|               | 1869 | 1890 | 1921 | 1950 | 1980 | 2001 | 2017 | 2019 | 2022 | 2024 |